# Cheratite neurotrofica
La cheratite neurotrofica, indicata anche con l’acronimo NK (dall’inglese neurotrophic keratitis), è una malattia degenerativa della cornea causata da un danno del nervo trigemino, che conduce a una perdita della sensibilità corneale e allo sviluppo di lesioni spontanee dell’epitelio corneale, compromissione della capacità di guarigione che possono condurre allo sviluppo di ulcerazione, necrosi asettica e perforazione corneale.
La cheratite neurotrofica è classificata come malattia rara, con una prevalenza stimata in meno di 5 persone su 10.000 in Europa. È stato registrato che mediamente il 6% dei casi di cheratite erpetica può evolvere in questa malattia, con un picco del 12,8% dei casi di cheratite da herpes zoster.
La diagnosi e, specialmente, il trattamento della cheratite neurotrofica rappresentano gli aspetti più complessi di questa patologia, in quanto tuttora sprovvista di un approccio terapeutico soddisfacente.

## Cause
La cornea è un tessuto avascolare, ed è tra le strutture più densamente innervate del corpo umano. I nervi corneali sono responsabili del mantenimento dell'integrità anatomica e funzionale della cornea, della trasmissione delle sensazioni tattili, di temperatura e di dolore, e svolgono un ruolo nel riflesso di ammiccamento e nel riflesso lacrimale.
La gran parte delle fibre nervose corneali è di origine sensoriale ed è derivate dalla branca oftalmica del nervo trigemino. Patologie oculari congenite o acquisite e sistemiche possono determinare una lesione a diversi livelli del nervo trigemino, che può portare ad una riduzione (ipoestesia) o perdita (anestesia) della sensibilità della cornea.
Le cause più comuni della perdita di sensibilità corneale sono infezioni di natura virale (herpes simplex e herpes zoster oftalmico), ustioni chimiche, lesioni fisiche, alcuni esiti di chirurgia corneale o di neurochirurgia, utilizzo cronico di medicamenti topici, abuso di lenti a contatto.
Tra le possibili cause vi sono poi malattie sistemiche quali diabete, sclerosi multipla o lebbra.
Esistono altre potenziali cause della patologia, sia pure meno frequenti: lesioni occupanti spazio intracraniche quali neuroma, meningioma e aneurismi che possono comprimere il nervo trigemino e ridurre la sensibilità corneale.
Rarissime sono invece le condizioni congenite che possono indurre il quadro di cheratite neurotrofica.

## Classificazione
Secondo la classificazione di Mackie la cheratite neurotrofica si suddivide in tre stadi, a seconda della severità:
1. Stadio I: caratterizzato da alterazioni dell’epitelio corneale, che risulta opaco e presenta cheratopatia puntata superficiale ed edema corneale. Una cheratite neurotrofica di lunga durata può mostrare anche iperplasia dell’epitelio, opacità stromali e neovascolarizzazione della cornea.
2. Stadio II: caratterizzato dallo sviluppo di difetti epiteliali, spesso localizzati nell’area vicina al centro della cornea.
3. Stadio III: caratterizzato da ulcere della cornea, accompagnate da edema dello stroma e necrosi asettica che possono evolvere in perforazione della cornea[2].

## Diagnosi
La diagnosi si può effettuare a partire dall’anamnesi del paziente e da un attento esame dell’occhio e dell’area circostante.
Con riferimento alla storia clinica del paziente, particolare attenzione va prestata a un’eventuale infezione da herpes virus e a possibili interventi sulla cornea, traumi, abuso di anestetici o terapie topiche croniche, ustioni chimiche o, in alcuni casi, abuso di lenti a contatto. Allo stesso modo è necessario indagare sulla possibile presenza di diabete o di altre patologie sistemiche quale la sclerosi multipla.
L’esame clinico viene generalmente effettuato attraverso una serie di valutazioni e strumenti:
- Esame generale dei nervi cranici, per valutare la presenza di danni a livello del sistema nervoso.
- Esami oculari:

1. Esame completo dell’occhio: esame di palpebre, ammiccamento, presenza di reazioni infiammatorie e secrezioni, alterazioni dell’epitelio corneale;
2. Test di sensibilità corneale: si effettua attraverso il contatto con un filo di cotone sulla superficie corneale, che permette unicamente di rilevare se la sensibilità corneale è normale, ridotta o assente, oppure attraverso un estesiometro che consente di misurare la sensibilità corneale);
3. Test della funzione del film lacrimale, quali test di Schirmer e tear film break up time;
4. Test di colorazione oculare con fluoresceina, che permette di mostrare eventuali danni a carico dell'epitelio corneale e congiuntivale.

### Diagnosi differenziale
La diagnosi differenziale si pone con tutte le malattie della cornea e della superficie oculare che coinvolgono l'epitelio o causano ulcere stromali: occhio secco, cheratite da esposizione, la carenza/difetto delle cellule staminali limbiche corneali, reazione tossica al farmaco topico, uso improprio delle lenti a contatto, cheratite infettiva, distrofie corneali e scompenso endoteliale

## Trattamento e prospettive terapeutiche
La diagnosi precoce, il trattamento mirato in base alla gravità della patologia e il monitoraggio regolare del paziente che soffre di cheratite neurotrofica sono fondamentali per evitare la progressione del danno e la comparsa di ulcere corneali, soprattutto in considerazione del fatto che i peggioramenti del quadro sono spesso scarsamente sintomatici.
Lo scopo della terapia è prevenire la progressione del danno corneale e promuovere la guarigione dell’epitelio corneale. Il trattamento va sempre personalizzato in base alla severità della patologia. In genere si punta a un trattamento conservativo.
Nello stadio I, meno grave, attraverso la somministrazione di lubrificanti oculari senza conservanti più volte al giorno, si punta a lubrificare e proteggere la superficie oculare, migliorando la qualità dell’epitelio e prevenendo la possibile perdita di trasparenza della cornea.
Nello stadio II occorre invece prevenire lo sviluppo di ulcere corneali e promuovere la guarigione di eventuali lesioni dell’epitelio. Oltre ai lubrificanti oculari, si può ricorrere anche all’uso di antibiotici per prevenire possibili infezioni ed è necessario che il paziente sia seguito con particolare cura: trattandosi di una patologia caratterizzata da scarsi sintomi. In questo stadio, possono anche essere impiegate lenti a contatto terapeutiche che svolgono un’azione protettiva e favoriscono la riparazione delle lesioni corneali.
Nelle forme più severe (stadio III), oltre alle terapie con lenti a contatto e antibiotici, occorre evitare la progressione verso la perforazione corneale: in questi casi un possibile trattamento chirurgico è rappresentato dalla tarsorrafia, che prevede la chiusura temporanea o permanente delle palpebre attraverso suture o iniezioni di tossina botulinica. Questa operazione consente di proteggere la cornea, anche se il risultato estetico di questi interventi può risultare difficilmente accettabile dal paziente. Analogamente, un intervento che preveda la creazione di un lembo congiuntivale, ha dimostrato di essere efficace nella terapia di ulcere corneali croniche con o senza perforazione corneale. Oltre a questi trattamenti chirurgici, un'altra opzione terapeutica è rappresentata dal trapianto di membrana amniotica che recentemente ha dimostrato di svolgere un ruolo nello stimolare la guarigione dell’epitelio corneale, nel ridurre la neovascolarizzazione corneale e l'infiammazione della superficie oculare. Tra le opzioni terapeutiche nelle forme severe va anche ricordata la possibilità di somministrare siero autologo in collirio. 
Le piccole perforazioni (<3 mm) possono essere trattate con l'applicazione di un adesivo cianoacrilato nella perforazione, seguito dalla applicazione di una lente a contatto morbida o dal trapianto di membrana amniotica.
Le ricerche si sono concentrate sullo sviluppo di nuovi trattamenti per la cheratite neurotrofica, proponendo diversi polipeptidi, fattori di crescita e neuromediatori.
Alcuni studi sono stati condotti sul trattamento topico a base di sostanza P e IGF-1 (fattore di crescita-1 insulino-simile), dimostratosi efficace nella guarigione dei danni epiteliali. Il fattore di crescita nervoso (nerve growth factor, NGF) svolge un ruolo importante nella proliferazione e nella differenziazione delle cellule epiteliali, oltre che nella sopravvivenza dei nervi sensoriali corneali. Il trattamento topico con NGF di origine murina si è dimostrato in grado di favorire il recupero dell’integrità epiteliale e della sensibilità corneale nei pazienti affetti da cheratite neurotrofica. Recentemente, è stata sviluppata per uso clinico una formula in collirio del fattore di crescita nervoso ricombinante umano.
Cenegermin, una forma ricombinante dell’NGF (Nerve Growth Factor) umano, è stato recentemente approvato in Europa come formulazione in collirio per la cheratite neurotrofica. Il collirio è stato autorizzato dall'Agenzia italiana del farmaco da gennaio 2018 per il "Trattamento della cheratite
neurotrofica moderata  (difetto epiteliale persistente)  o severa (ulcera corneale) negli adulti".

## Prognosi
La prognosi della cheratite neurotrofica è variabile e dipende da molti fattori. Una più lunga durata della malattia, associata a gravi comorbidità, comporta una prognosi peggiore; è fondamentale rilevare la presenza di infezioni associate che possono complicare il quadro clinico e che rendono inefficaci l'eventuale trattamento con colliri a base di NGF ricombinante.